# Elizabeth Frances Amherst (poetka)
Elizabeth Frances Amherst (ur. ok. 1716, zm. 1779) – angielska poetka. Urodziła się prawdopodobnie w pobliżu Sevenoaks w hrabstwie Kent. Pochodziła z rodziny powiązanej z armią. Wyszła za mąż za duchownego z Gloucestershire Johna Thomasa. Po ślubie mieszkała w Cotswolds. Pozostawała przez długi czas autorką zapomnianą, aż do momentu, gdy Roger Lonsdale zamieścił jej wiersze w swojej książce Eighteenth-Century Women Poets: An Oxford Anthology (1989). Pisała przeważnie ośmiozgłoskowcem lub strofami balladowymi. Oprócz uprawiania poezji interesowała się skamielinami. Korespondowała na ich temat z ówczesnymi specjalistami z dziedziny paleontologii.